# Campagne-lès-Hesdin
Campagne-lès-Hesdin település Franciaországban, Pas-de-Calais megyében. Lakosainak száma 1944 fő (2022. január 1.). Campagne-lès-Hesdin Beaurainville, Lespinoy, Maresquel-Ecquemicourt, Saint-Rémy-au-Bois, Boisjean, Brimeux, Buire-le-Sec és Gouy-Saint-André községekkel határos.

## Népesség
A település népességének változása:
| Lakosok száma | 1768 | 1857 | 1939 | 1920 | 1927 | 1942 | 1945 | 1945 | 1944 |
|               | 2013 | 2015 | 2016 | 2017 | 2018 | 2019 | 2020 | 2021 | 2022 |